# Mars Red
Mars Red (estilizado como MARS RED) é um mangá e série de anime japonesa produzida pela Signal.MD, baseado em uma peça de teatro escrita por Bun-O Fujisawa. A animação estreou em 6 de abril de 2021 e terminou em 29 de junho.

## Enredo
No ano de 1932, enquanto o número de vampiros cresce devido a uma misteriosa fonte de sangue chamada Ascra, o governo japonês se reune ao exército para combatê-los.

## Mídia

### Mangá
Uma versão em mangá da peça de teatro adaptada por Kemuri Karakara começou a ser serializada na Monthly Comic Garden partir de 4 de janeiro de 2020. A Seven Seas Entertainment publica o mangá na América do Norte.

### Anime
Em 6 de fevereiro de 2020, a Yomiuri-TV Enterprise LTD anunciou seu projeto de aniversário 50 anos, uma nova série de anime dirigida por Kōhei Hatano co-produzida pela Funimation. Foi animada por Signal.MD, com Jun'ichi Fujisaku escrevendo o roteiro de todos os episódios, Yukari Takeuchi adaptando os designs dos personagens originalmente desenhados por Kemuri Karakara e Toshiyuki Muranaka compondo a trilha sonora. Mars Red foi transmitido de 6 de abril de 2021 até 29 de junho de na ytv e outros canais. Wagakki Band apresenta o tema de abertura da série "Aria of Life", enquanto Hyde apresenta o tema de encerramento "On My Own".
O primeiro episódio estreou na Funimation uma semana antes da transmissão original japonesa, nas opções legendado e dublado.

### Lista de episódios
| Núm. | Título                                                                                    | Dirigido por                                | Exibição original   |
| ---- | ----------------------------------------------------------------------------------------- | ------------------------------------------- | ------------------- |
| 1    | "Amanhecer" "Hi no Ataru Basho (陽のあたる場所)"                                          | Kōhei Hatano                                | 6 de abril de 2021  |
| 2    | "Até que a morte nos separe" "Shi ga Futari o Wakatsu Made (死が二人を分かつまで)"        | Nao Miyoshi, Shinya Sadamitsu, Kōhei Hatano | 13 de abril de 2021 |
| 3    | "O sonho dele" "Yume Makura (夢枕)"                                                       | Shinya Sadamitsu, Kōhei Hatano              | 20 de abril de 2021 |
| 4    | "Música desconhecida" "Uta Shirazu no Uta (歌知らずの歌)"                                 | Shigeru Ueda                                | 27 de abril de 2021 |
| 5    | "Persona Non Grata" "Perusona Non Gurāta (ペルソナ・ノン・グラータ)"                      | Toshiyuki Sone                              | 4 de maio de 2021   |
| 6    | "O último céu azul" "Saigo no Aozora (さいごの青空)"                                      | Shinya Sadamitsu                            | 11 de maio de 2021  |
| 7    | "A Carta" "Tegami (手紙)"                                                                 | Akie Ishii                                  | 18 de maio de 2021  |
| 8    | "Purgatório" "Rengoku (煉獄)"                                                             | Shinya Sadamitsu                            | 25 de maio de 2021  |
| 9    | "Suspeita" "Ginen (疑念)"                                                                 | Hitomi Ezoe                                 | 1 de junho de 2021  |
| 10   | "Sonho de uma noite de verão" "Tōrisugishi, Natsu no Yo no Yume (通り過ぎし、夏の夜の夢)" | Shinya Sadamitsu                            | 8 de junho de 2021  |
| 11   | "Asas negras" "Kokuyoku (黒翼)"                                                           | Fumio Maezono                               | 15 de junho de 2021 |
| 12   | "Rei dos tolos" "Dōke no Ō (道化の王)"                                                    | Shinya Sadamitsu                            | 22 de junho de 2021 |
| 13   | "Fragilidade, seu nome é..." "Yowaki Mono, Nanji no Na wa (弱きもの、汝の名は)"           | Kōhei Hatano                                | 29 de junho de 2021 |

### Jogo
Um jogo de aventura gratuito para smartphones intitulado MARS RED: Kawataredoki no Uta foi anunciado em 20 de fevereiro de 2021. O jogo será desenvolvido por D-techno e o criador da franquia Bun'O Fujisawa criará um enredo original do jogo.